# Saly

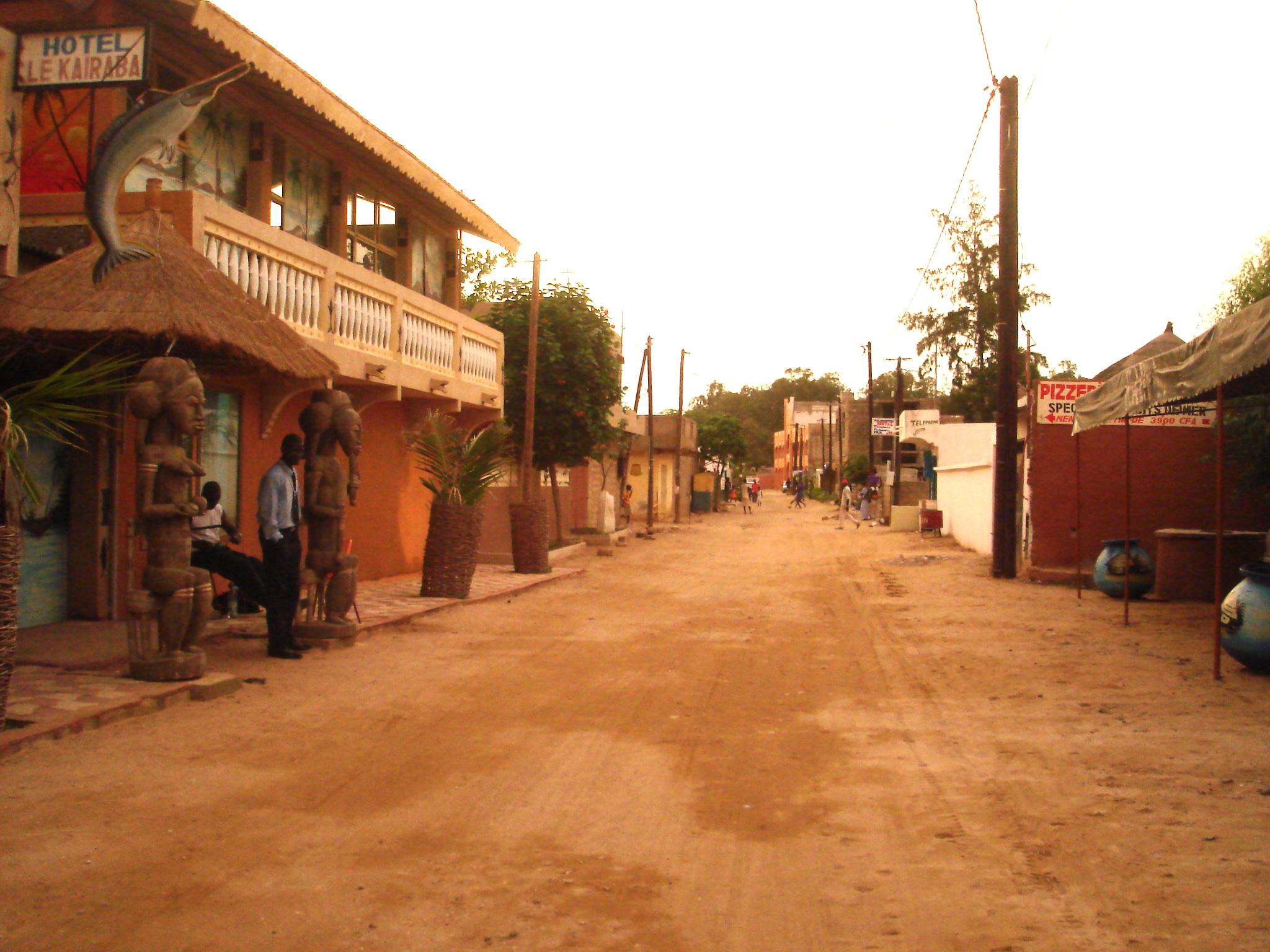
Hoofdweg in Saly

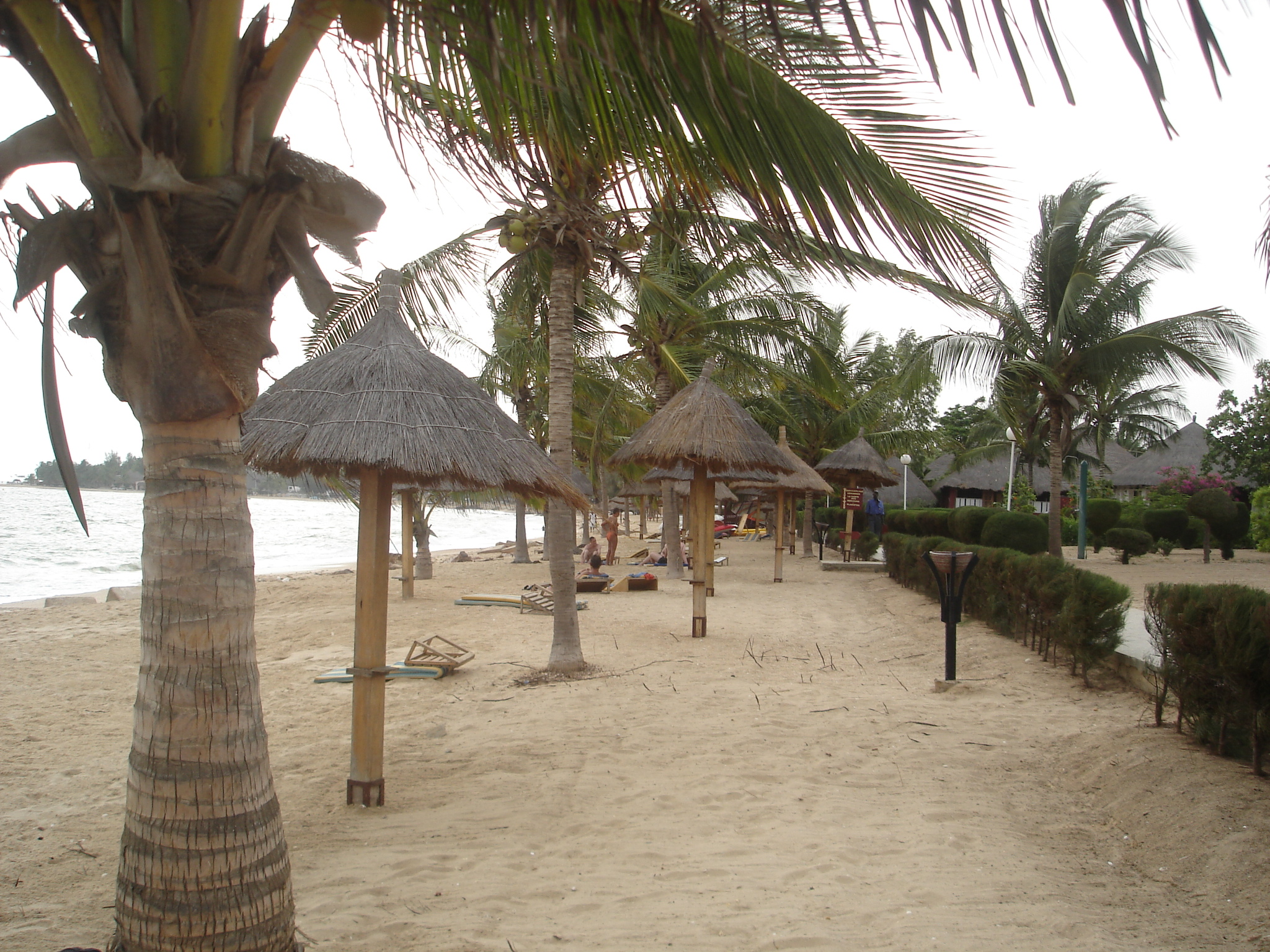
Strand van Saly

Saly (ook Sali of Saly Portudal genoemd) is een kustplaats aan de Petite Côte van Senegal, ongeveer 70 kilometer ten zuiden van Dakar.
De plaats staat bekend als een van de grootste toeristenplaatsen in West-Afrika. Saly was oorspronkelijk een Portugese handelsplaats en had vroeger de naam Sali Portugal, dat later Sali Portudal werd. Op 24 februari 1984 is begonnen met de aanleg van het toeristenoord nabij de oorspronkelijke plaats.
Saly valt onder het departement M'bour in de Thiès regio en heeft weinig vaste inwoners. Geschat wordt dat er gemiddeld 20.000 mensen verblijven. Toerisme is verreweg de belangrijkste pijler van de lokale economie. De plaats komt ook geregeld negatief in het nieuws wegens problemen met prostitutie, sekstoerisme en aids. In 2002 is er door een Senegalese niet-gouvernementele organisatie een observatiehuis voor mishandelde en seksueel misbruikte kinderen opgericht onder de naam Avenir de l'Enfant (Toekomst van het Kind).
In 2003 zond het Franse televisiestation M6 een reportage over Saly uit, als onderdeel van de reeks Ça me révolte, ("Dat stoot me af"). Tot dan was het programma voornamelijk gericht op sekstoerisme in Azië.

## Overleden
- Frank Vandenbroucke (1974-2009), Belgisch wielrenner